# Chloroclystis cydoniata
Chloroclystis cydoniata är en fjärilsart som beskrevs av Moritz Balthasar Borkhausen 1794. Chloroclystis cydoniata ingår i släktet Chloroclystis och familjen mätare. Inga underarter finns listade i Catalogue of Life.